# Tysk höst (film)
Tysk höst (tyska: Deutschland im Herbst) är en västtysk film från 1978 som handlar om 1977 års terroristhändelser i Västtyskland. Flera filmskapare bidrog, bland andra Rainer Werner Fassbinder, Edgar Reitz och Volker Schlöndorff. Filmen nominerades på Filmfestivalen i Berlin 1978, och vann ett speciellt erkännandepris.

### Fotnoter
1. ↑  ”Berlinale 1978: Prize Winners”. berlinale.de. Arkiverad från originalet den 7 januari 2017. https://web.archive.org/web/20170107164055/http://www.berlinale.de/en/archiv/jahresarchive/1978/03_preistr_ger_1978/03_Preistraeger_1978.html. Läst 7 augusti 2010.